# Specie di Pisauridae
Di seguito vengono descritte tutte le specie della famiglia di ragni Pisauridae note al 7 maggio 2008.

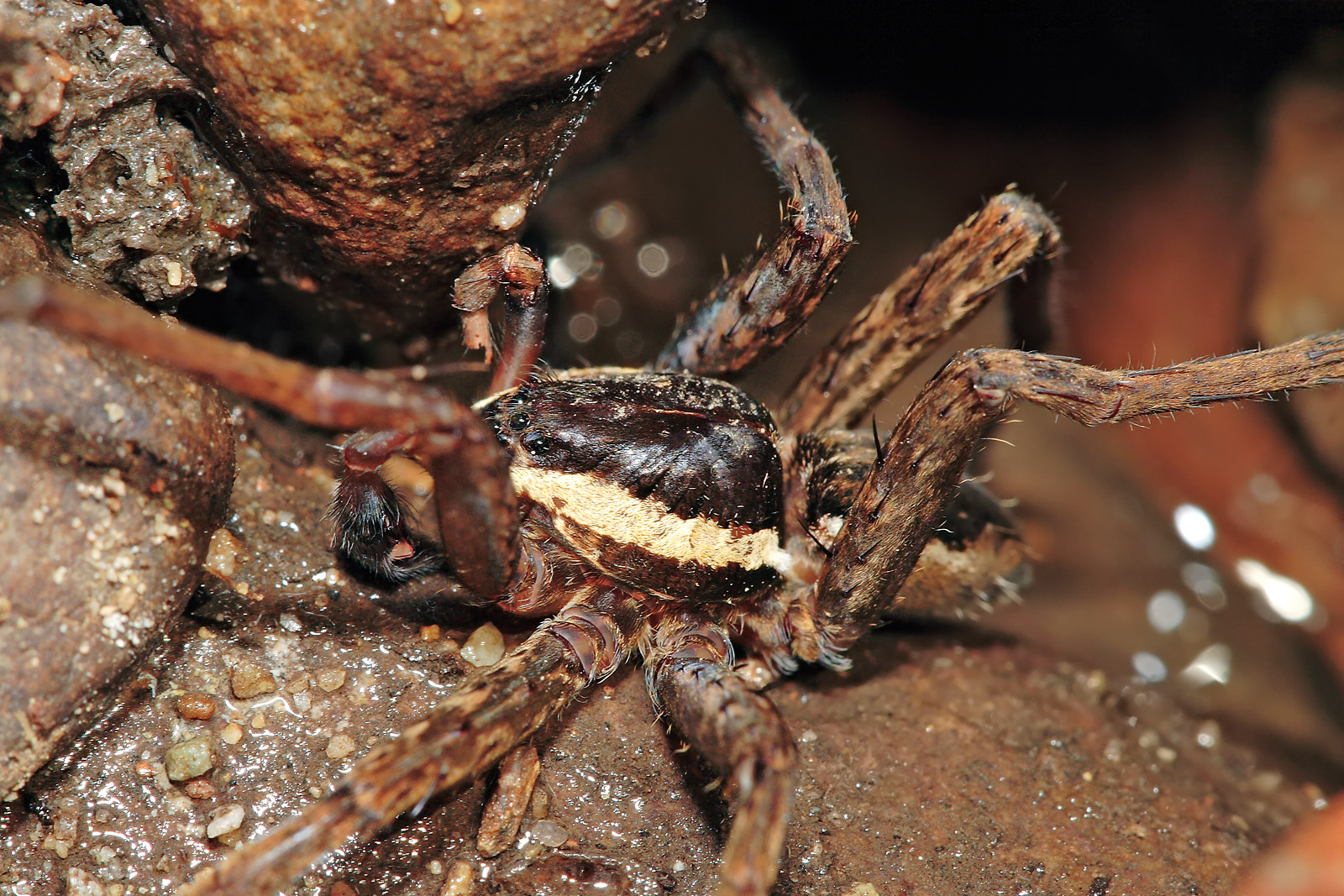
Dolomedes sp.

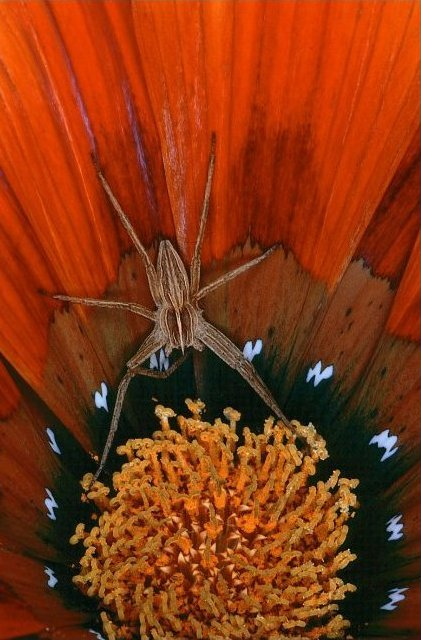
Pisaura mirabilis

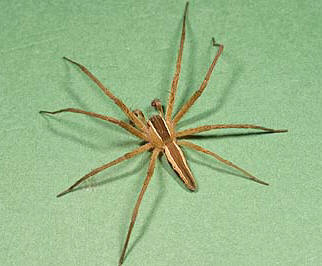
Perenethis venusta, maschio

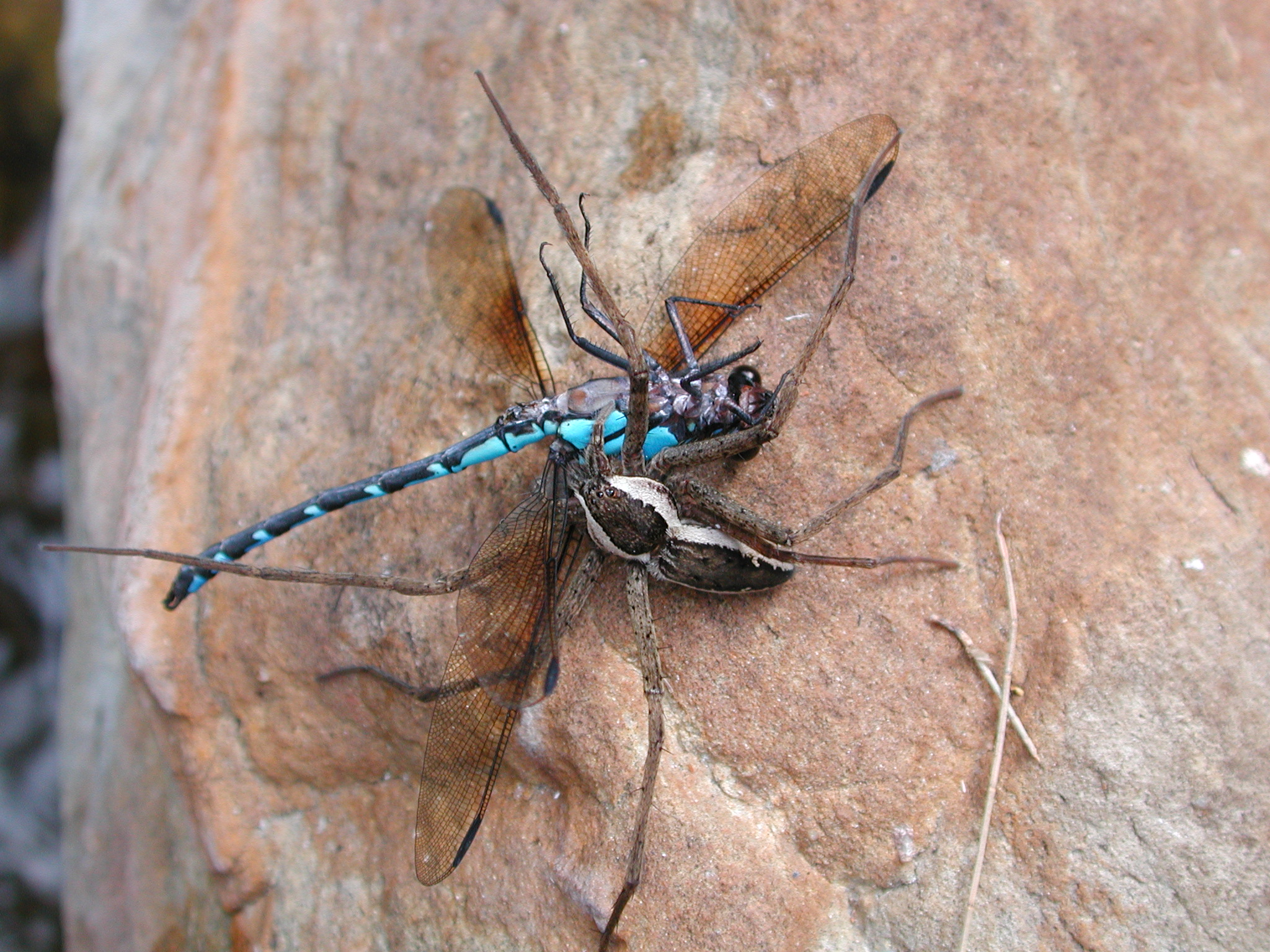
Dolomedes sp. alle prese con una libellula

## Afropisaura
Afropisaura Blandin, 1976
- Afropisaura ducis (Strand, 1913) — Africa orientale, centrale e occidentale
- Afropisaura rothiformis (Strand, 1908) — Africa orientale, centrale e occidentale
- Afropisaura valida (Simon, 1886) — Africa centrale e occidentale

## Archipirata
Archipirata Simon, 1898
- Archipirata tataricus Simon, 1898 — Turkmenistan, Cina

## Architis
Architis Simon, 1898
- Architis altamira Santos, 2007 — Brasile
- Architis brasiliensis (Mello-Leitão, 1940) — Brasile
- Architis capricorna Carico, 1981 — Brasile
- Architis colombo Santos, 2007 — Brasile
- Architis comaina Santos, 2007 — Perù
- Architis cymatilis Carico, 1981 — Trinidad, dalla Colombia al Brasile
- Architis dianasilvae Santos, 2007 — Perù
- Architis erwini Santos, 2007 — Ecuador
- Architis fritzmuelleri Santos, 2007 — Brasile
- Architis helveola (Simon, 1898) — Colombia, Ecuador, Brasile
- Architis ikuruwa Carico, 1981 — Guyana, Suriname, Perù, Bolivia
- Architis maturaca Santos, 2007 — Brasile
- Architis robusta Carico, 1981 — Panama, Brasile
- Architis spinipes (Taczanowski, 1874) — Panama, da Trinidad all'Argentina
- Architis tenuipes (Simon, 1898) — Brasile
- Architis tenuis Simon, 1898 — da Panama al Brasile
- Architis turvo Santos, 2007 — Brasile

## Bradystichus
Bradystichus Simon, 1884
- Bradystichus aoupinie Platnick & Forster, 1993 — Nuova Caledonia
- Bradystichus calligaster Simon, 1884 — Nuova Caledonia
- Bradystichus crispatus Simon, 1884 — Nuova Caledonia
- Bradystichus panie Platnick & Forster, 1993 — Nuova Caledonia
- Bradystichus tandji Platnick & Forster, 1993 — Nuova Caledonia

## Campostichommides
Campostichommides Strand, 1911
- Campostichommides inquirendus Strand, 1911 — Isole Kei (Florida)

## Caripetella
Caripetella Strand, 1928
- Caripetella madagascariensis (Lenz, 1886) — Madagascar, Isole Comore

## Charminus
Charminus Thorell, 1899
- Charminus aethiopicus (Caporiacco, 1939) — Etiopia, Kenya
- Charminus ambiguus (Lessert, 1925) — Africa orientale e meridionale
  - Charminus ambiguus concolor (Caporiacco, 1947) — Africa orientale
- Charminus atomarius (Lawrence, 1942) — Africa centrale, orientale e meridionale
- Charminus bifidus Blandin, 1978 — Ruanda
- Charminus camerunensis Thorell, 1899 — Africa centrale e occidentale
- Charminus marfieldi (Roewer, 1955) — Africa centrale e occidentale
- Charminus minor (Lessert, 1928) — Costa d'Avorio, Congo
- Charminus natalensis (Lawrence, 1947) — Sudafrica
- Charminus rotundus Blandin, 1978 — Congo

## Chiasmopes
Chiasmopes Pavesi, 1883
- Chiasmopes hystrix (Berland, 1922) — Etiopia
- Chiasmopes lineatus (Pocock, 1898) — Africa centrale, orientale e meridionale
- Chiasmopes namaquensis (Roewer, 1955) — Namibia
- Chiasmopes signatus (Pocock, 1902) — Sudafrica

## Cispinilus
Cispinilus Roewer, 1955
- Cispinilus flavidus (Simon, 1910) — Africa centrale

## Cispius
Cispius Simon, 1898
- Cispius affinis Lessert, 1916 — Africa orientale
- Cispius bidentatus Lessert, 1936 — Africa centrale e orientale
- Cispius kimbius Blandin, 1978 — Sudafrica
- Cispius maruanus (Roewer, 1955) — Africa centrale e occidentale
- Cispius problematicus Blandin, 1978 — Congo
- Cispius simoni Lessert, 1915 — Africa orientale
- Cispius strandi Caporiacco, 1947 — Africa orientale
- Cispius tanganus Roewer, 1955 — Africa orientale
- Cispius thorelli Blandin, 1978 — Congo
- Cispius variegatus Simon, 1898 — Congo

## Cladycnis
Cladycnis Simon, 1898
- Cladycnis insignis (Lucas, 1838) — Isole Canarie

## Conakrya
Conakrya Schmidt, 1956
- Conakrya wolffi Schmidt, 1956 — Guinea

## Dendrolycosa
Dendrolycosa Doleschall, 1859
- Dendrolycosa cruciata (Roewer, 1955) — Africa orientale
- Dendrolycosa fusca Doleschall, 1859 — Giava, Ambon (Arcipelago delle Molucche)
- Dendrolycosa gracilis Thorell, 1891 — Isole Nicobare
- Dendrolycosa icadia (L. Koch, 1876) — Queensland
- Dendrolycosa lepida (Thorell, 1890) — Sumatra
- Dendrolycosa robusta (Thorell, 1895) — Myanmar
- Dendrolycosa stauntoni Pocock, 1900 — India

## Dianpisaura
Dianpisaura Zhang, Zhu & Song, 2004
- Dianpisaura lizhii (Zhang, 2000) — Cina
- Dianpisaura songi (Zhang, 2000) — Cina

## Dolomedes
Dolomedes Latreille, 1804
- Dolomedes actaeon Pocock, 1903 — Camerun
- Dolomedes albicomus L. Koch, 1867 — Queensland
- Dolomedes albicoxus Bertkau, 1880 — Brasile
- Dolomedes albineus Hentz, 1845 — USA
- Dolomedes angolensis (Roewer, 1955) — Angola
- Dolomedes angustus (Thorell, 1899) — Camerun
- Dolomedes annulatus Simon, 1877 — Filippine
- Dolomedes aquaticus Goyen, 1888 — Nuova Zelanda
- Dolomedes batesi Pocock, 1903 — Camerun
- Dolomedes bistylus Roewer, 1955 — Congo
- Dolomedes boiei (Doleschall, 1859) — Sri Lanka, Giava
- Dolomedes bukhkaloi Marusik, 1988 — Russia
- Dolomedes chinesus Chamberlin, 1924 — Cina
- Dolomedes chroesus Strand, 1911 — Arcipelago delle Molucche, Nuova Guinea
- Dolomedes clercki Simon, 1937 — Francia, Svizzera, Germania
- Dolomedes costatus Zhang, Zhu & Song, 2004 — Cina
- Dolomedes crosbyi Lessert, 1928 — Congo
- Dolomedes eberhardarum Strand, 1913 — Victoria (Australia)
- Dolomedes elegans Taczanowski, 1874 — Guiana francese

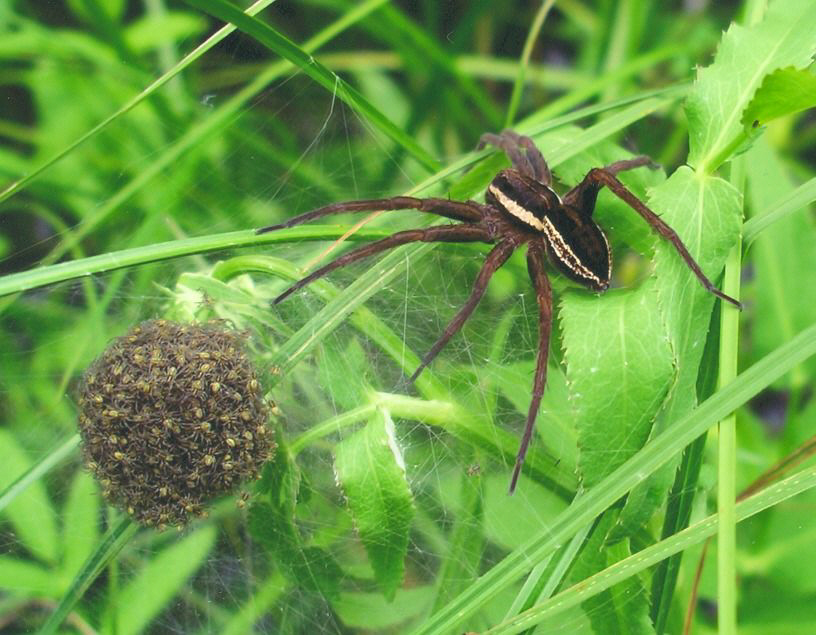
Dolomedes fimbriatus, nidiata

- Dolomedes facetus L. Koch, 1876 — Australia, Nuova Guinea, Nuova Zelanda, Isole Samoa
- Dolomedes fageli Roewer, 1955 — Congo
- Dolomedes femoralis Hasselt, 1882 — Sumatra
- Dolomedes fernandensis Simon, 1910 — Bioko (Golfo di Guinea)
- Dolomedes fimbriatoides Bösenberg & Strand, 1906 — Giappone
- Dolomedes fimbriatus (Clerck, 1757) — Regione paleartica
- Dolomedes flaminius L. Koch, 1867 — Queensland
- Dolomedes furcatus Roewer, 1955 — Mozambico
- Dolomedes fuscipes Roewer, 1955 — Camerun
- Dolomedes fuscus Franganillo, 1931 — Cuba
- Dolomedes gertschi Carico, 1973 — USA
- Dolomedes gracilipes Lessert, 1928 — Congo
- Dolomedes guamuhaya Alayón, 2003 — Cuba
- Dolomedes habilis Hogg, 1905 — Australia meridionale
- Dolomedes hinoi Kayashima, 1952 — Giappone
- Dolomedes holti Carico, 1973 — Messico
- Dolomedes horishanus Kishida, 1936 — Taiwan, Giappone
- Dolomedes huttoni Hogg, 1908 — Nuova Zelanda
- Dolomedes hyppomene Audouin, 1826 — Egitto
- Dolomedes instabilis L. Koch, 1876 — Queensland, Nuovo Galles del Sud, Victoria (Australia)
- Dolomedes intermedius Giebel, 1863 — Colombia
- Dolomedes japonicus Bösenberg & Strand, 1906 — Giappone
- Dolomedes karschi Strand, 1913 — Sri Lanka
- Dolomedes lafoensis Berland, 1924 — Nuova Caledonia

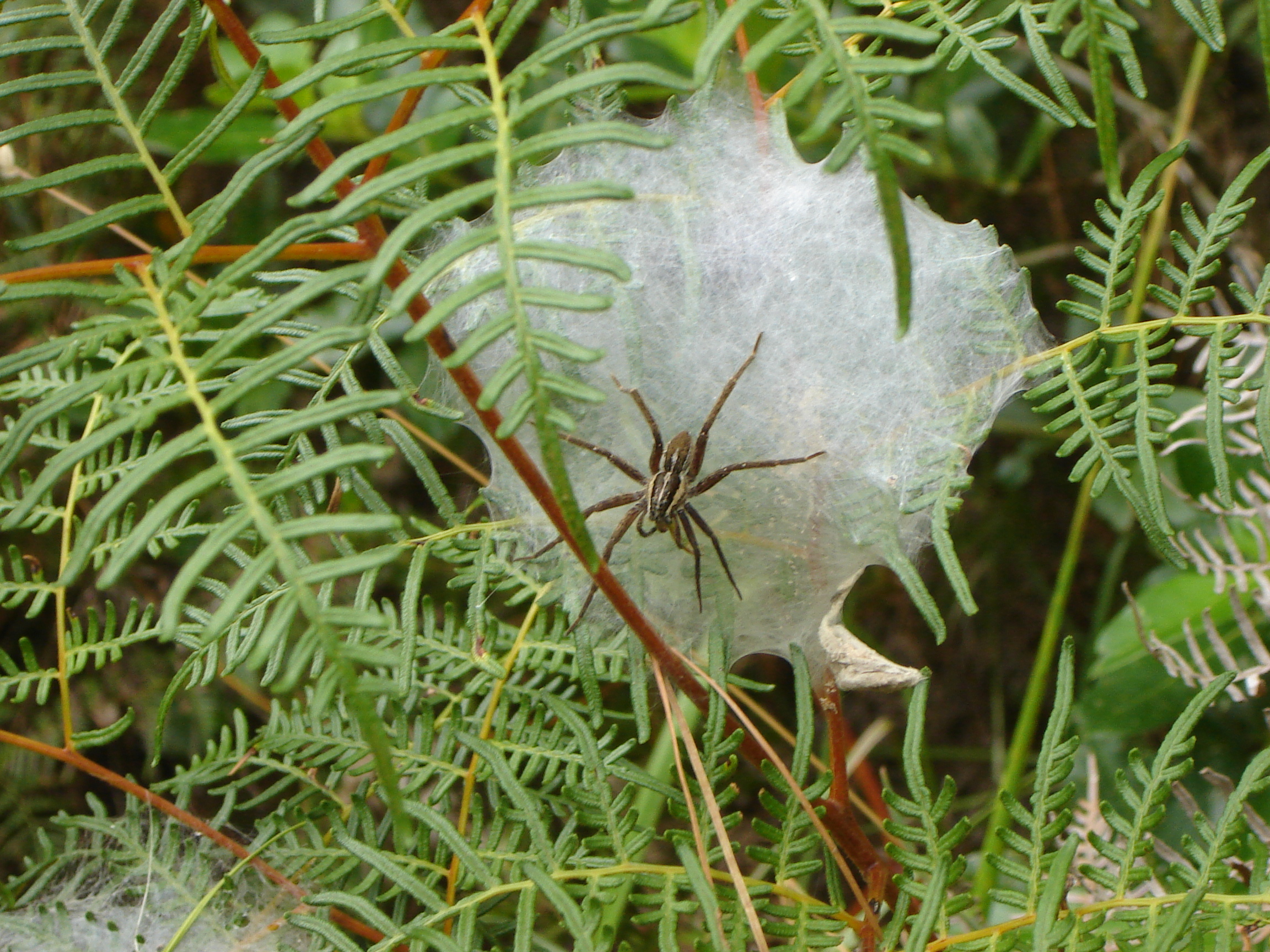
Dolomedes minor

- Dolomedes lateralis White, 1849 — Nuova Zelanda
- Dolomedes laticeps Pocock, 1898 — Isole Salomone
- Dolomedes lesserti Roewer, 1955 — Mozambico
- Dolomedes lomensis Strand, 1906 — Africa occidentale
- Dolomedes machadoi Roewer, 1955 — Africa occidentale
- Dolomedes macrops Simon, 1906 — Sudan
- Dolomedes mendigoetmopasi Barrion, 1995 — Filippine
- Dolomedes minahassae Merian, 1911 — Celebes
  - Dolomedes minahassae vulcanicus Merian, 1911 — Celebes
- Dolomedes minor L. Koch, 1876 — Nuova Zelanda
- Dolomedes mirificus Walckenaer, 1837 — Australia, Nuova Zelanda
- Dolomedes mizhoanus Kishida, 1936 — Cina, Laos, Taiwan
- Dolomedes naja Berland, 1938 — Nuove Ebridi
- Dolomedes neocaledonicus Berland, 1924 — Nuova Caledonia
- Dolomedes nigrimaculatus Song & Chen, 1991 — Cina
- Dolomedes noukhaiva Walckenaer, 1847 — Isole Marchesi
- Dolomedes ohsuditia Kishida, 1936 — Giappone
- Dolomedes okefinokensis Bishop, 1924 — USA
- Dolomedes orion Tanikawa, 2003 — Giappone
- Dolomedes palmatus Zhang, Zhu & Song, 2005 — Cina
- Dolomedes palpiger Pocock, 1903 — Camerun
- Dolomedes paroculus Simon, 1901 — Malaysia
- Dolomedes plantarius (Clerck, 1757) — Europa, Russia
- Dolomedes pullatus Nicolet, 1849 — Cile
- Dolomedes raptor Bösenberg & Strand, 1906 — Russia, Cina, Corea, Giappone
- Dolomedes raptoroides Zhang, Zhu & Song, 2004 — Cina
- Dolomedes saccalavus Strand, 1907 — Madagascar
- Dolomedes saganus Bösenberg & Strand, 1906 — Cina, Taiwan, Giappone
- Dolomedes sagittiger White, 1849 — Nuova Zelanda
- Dolomedes schauinslandi Simon, 1899 — Isole Chatham
- Dolomedes scriptus Hentz, 1845 — USA, Canada
- Dolomedes senilis Simon, 1880 — Russia, Cina
- Dolomedes signatus Walckenaer, 1837 — Isole Marianne
- Dolomedes smithi Lessert, 1916 — Africa orientale
- Dolomedes spathularis Hasselt, 1882 — Sumatra

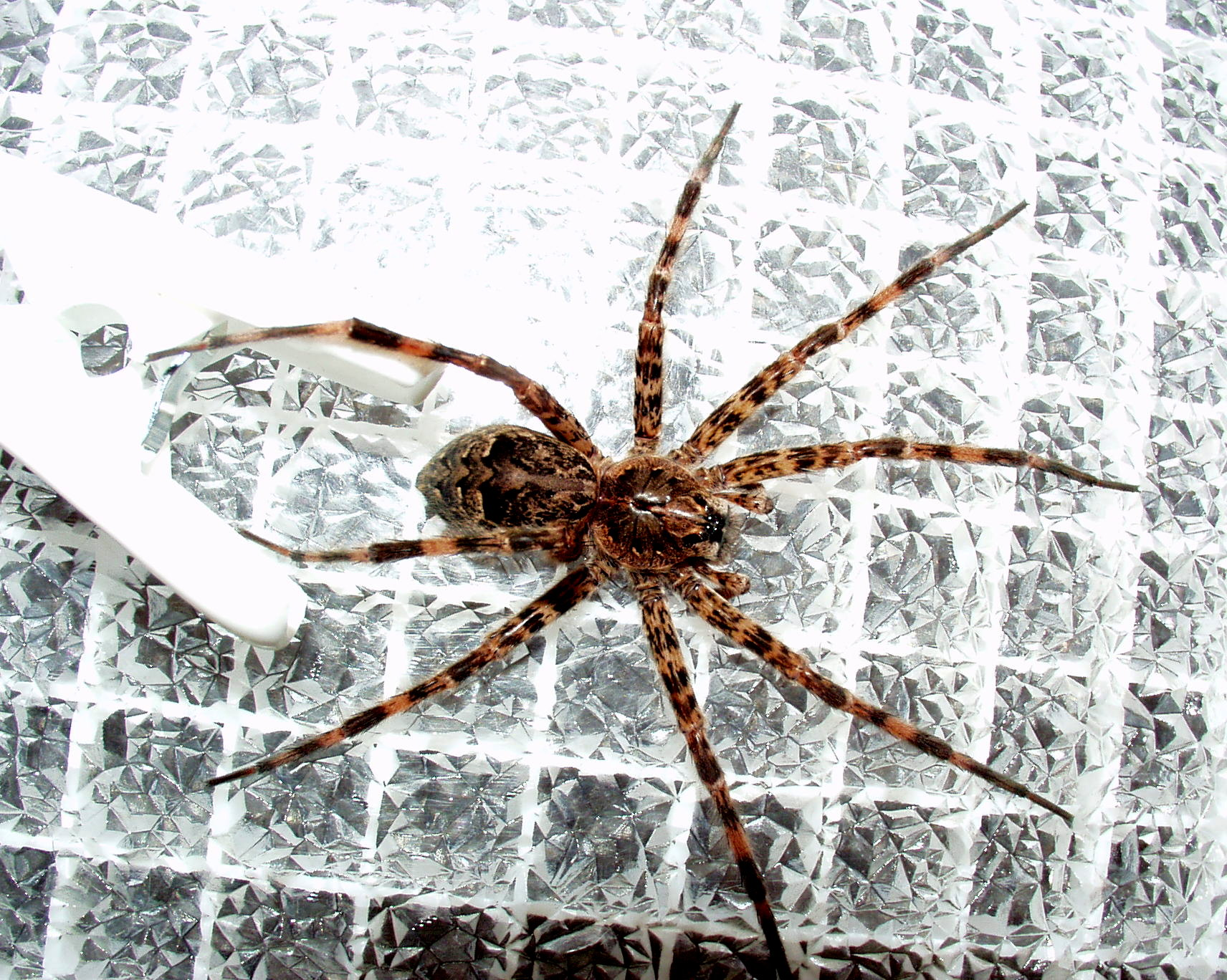
Dolomedes tenebrosus

- Dolomedes stellatus Kishida, 1936 — Cina, Corea, Giappone
- Dolomedes stilatus Karsch, 1878 — Australia
- Dolomedes straeleni Roewer, 1955 — Congo
- Dolomedes striatus Giebel, 1869 — USA, Canada
- Dolomedes submarginalivittatus Strand, 1907 — Giava
- Dolomedes sulfureus L. Koch, 1878 — Russia, Cina, Corea, Giappone
- Dolomedes sumatranus Strand, 1906 — Sumatra
- Dolomedes tadzhikistanicus Andreeva, 1976 — Tagikistan
- Dolomedes tenebrosus Hentz, 1844 — USA, Canada
- Dolomedes titan Berland, 1924 — Nuova Caledonia, Nuove Ebridi
- Dolomedes toldo Alayón, 2003 — Cuba
- Dolomedes transfuga Pocock, 1899 — Congo
- Dolomedes tridentatus Hogg, 1911 — Nuova Zelanda

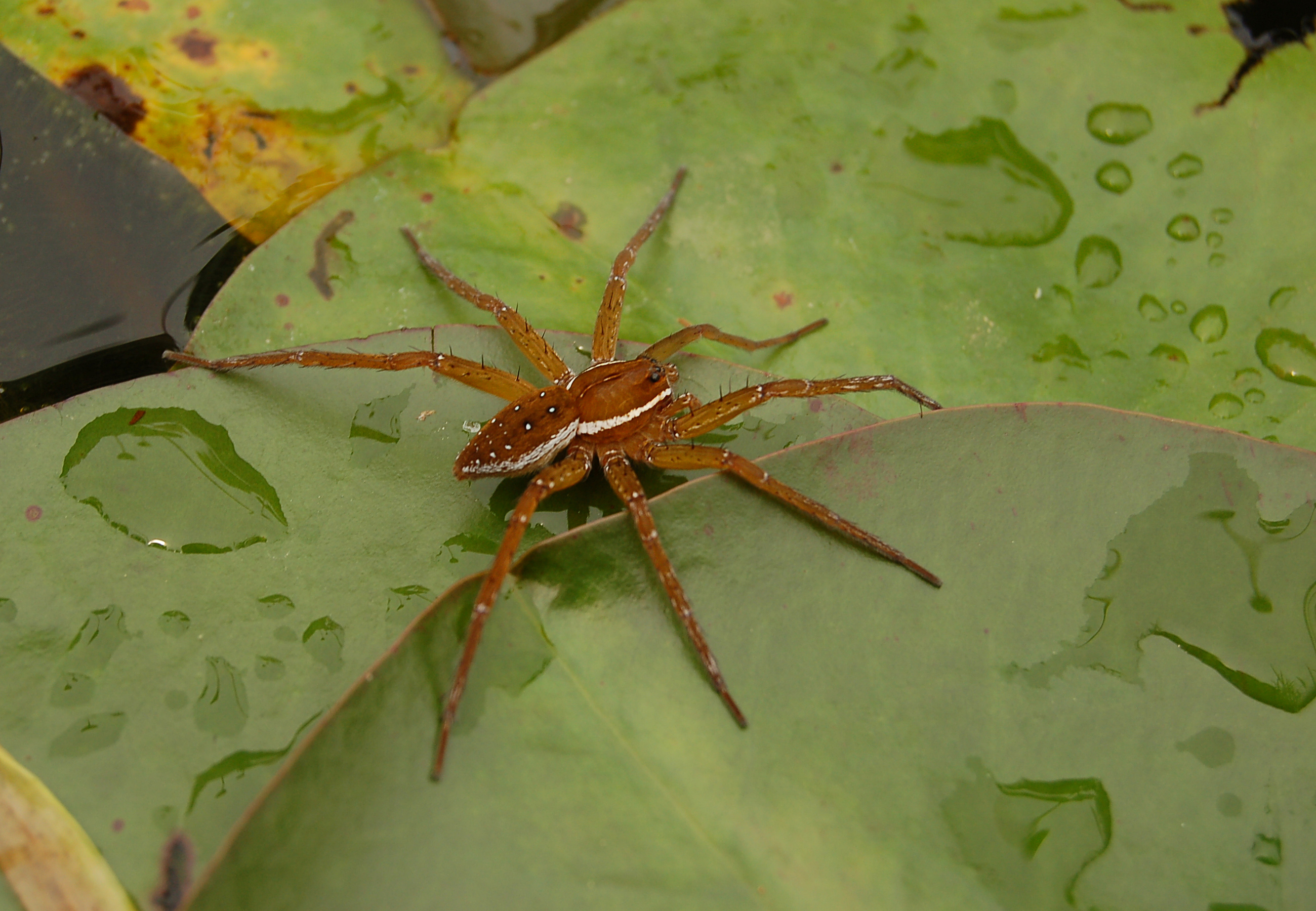
Dolomedes triton

- Dolomedes trippi Hogg, 1908 — Nuova Zelanda
- Dolomedes triton (Walckenaer, 1837) — America settentrionale, Cuba
- Dolomedes upembensis (Roewer, 1955) — Congo
- Dolomedes vatovae Caporiacco, 1940 — Etiopia
- Dolomedes vittatus Walckenaer, 1837 — USA
- Dolomedes wetarius Strand, 1911 — Indonesia
- Dolomedes wollastoni Hogg, 1915 — Nuova Guinea
- Dolomedes yawatai Ono, 2002 — Isole Ryukyu
- Dolomedes zatsun Tanikawa, 2003 — Giappone

## Eucamptopus
Eucamptopus Pocock, 1900
- Eucamptopus coronatus Pocock, 1900 — India

## Euprosthenops
Euprosthenops Pocock, 1897
- Euprosthenops australis Simon, 1898 — Africa
- Euprosthenops bayaonianus (Brito Capello, 1867) — Africa orientale, centrale e occidentale
- Euprosthenops benoiti Blandin, 1976 — Ruanda
- Euprosthenops biguttatus Roewer, 1955 — Congo, Namibia
- Euprosthenops ellioti (O. P.-Cambridge, 1877) — India
- Euprosthenops pavesii Lessert, 1928 — Africa centrale e orientale
- Euprosthenops proximus Lessert, 1916 — Africa centrale, orientale e meridionale
  - Euprosthenops proximus maximus Blandin, 1976 — Costa d'Avorio
- Euprosthenops schenkeli (Roewer, 1955) — Africa orientale
- Euprosthenops wuehlischi Roewer, 1955 — Namibia

## Euprosthenopsis
Euprosthenopsis Blandin, 1974
- Euprosthenopsis armata (Strand, 1913) — Africa centrale e orientale
- Euprosthenopsis lamorali Blandin, 1977 — Sudafrica
- Euprosthenopsis lesserti (Roewer, 1955) — Africa orientale
  - Euprosthenopsis lesserti garambensis (Lessert, 1928) — Africa centrale
- Euprosthenopsis pulchella (Pocock, 1902) — Sudafrica
- Euprosthenopsis rothschildi Blandin, 1977 — Kenya
- Euprosthenopsis vachoni Blandin, 1977 — Gibuti (Africa orientale)
- Euprosthenopsis vuattouxi Blandin, 1977 — Costa d'Avorio

## Eurychoera
Eurychoera Thorell, 1897
- Eurychoera banna Zhang, Zhu & Song, 2004 — Cina, Laos
- Eurychoera quadrimaculata Thorell, 1897 — Singapore, Malaysia

## Hala
Hala Jocqué, 1994
- Hala impigra Jocqué, 1994 — Madagascar
- Hala paulyi Jocqué, 1994 — Madagascar

## Hesydrimorpha
Hesydrimorpha Strand, 1911
- Hesydrimorpha gracilipes Strand, 1911 — Nuova Guinea

## Hygropoda
Hygropoda Thorell, 1894
- Hygropoda africana Simon, 1898 — Gabon, Sierra Leone
- Hygropoda albolimbata (Thorell, 1878) — Ambon (Arcipelago delle Molucche)
- Hygropoda argentata Zhang, Zhu & Song, 2004 — Cina

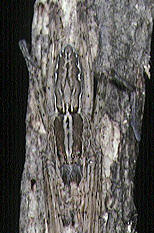
Hygropoda higenaga, femmina

- Hygropoda balingkinitanus (Barrion & Litsinger, 1995) — Filippine
- Hygropoda borbonica (Vinson, 1863) — Isola Réunion
- Hygropoda bottrelli (Barrion & Litsinger, 1995) — Filippine
- Hygropoda campanulata Zhang, Zhu & Song, 2004 — Cina
- Hygropoda dolomedes (Doleschall, 1859) — Ambon (Arcipelago delle Molucche)
- Hygropoda exilis (Thorell, 1881) — Nuova Guinea
- Hygropoda higenaga (Kishida, 1936) — Cina, Taiwan, Giappone
- Hygropoda lineata (Thorell, 1881) — dall'Indonesia al Queensland
- Hygropoda longimana (Stoliczka, 1869) — Bangladesh, Malaysia
- Hygropoda longitarsis (Thorell, 1877) — Vietnam, Celebes
  - Hygropoda longitarsis fasciata (Thorell, 1877) — Celebes
- Hygropoda macropus Pocock, 1897 — Arcipelago delle Molucche
- Hygropoda madagascarica Strand, 1907 — Madagascar
- Hygropoda menglun Zhang, Zhu & Song, 2004 — Cina
- Hygropoda procera Thorell, 1895 — Myanmar

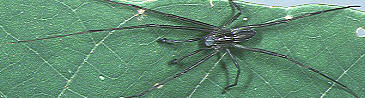
Hygropoda higenaga, maschio

- Hygropoda prognatha Thorell, 1894 — Singapore
- Hygropoda subannulipes Strand, 1911 — Isole Aru
- Hygropoda taeniata Wang, 1993 — Cina
- Hygropoda yunnan Zhang, Zhu & Song, 2004 — Cina

## Hypsithylla
Hypsithylla Simon, 1903
- Hypsithylla celebesiana Strand, 1913 — Celebes
- Hypsithylla linearis Simon, 1903 — Madagascar

## Ilipula
Ilipula Simon, 1903
- Ilipula anguicula Simon, 1903 — Vietnam

## Inola
Inola Davies, 1982
- Inola amicabilis Davies, 1982 — Queensland
- Inola cracentis Davies, 1982 — Queensland
- Inola subtilis Davies, 1982 — Queensland

## Maypacius
Maypacius Simon, 1898
- Maypacius bilineatus (Pavesi, 1895) — Africa centrale e orientale, Madagascar
- Maypacius christophei Blandin, 1975 — Congo
- Maypacius curiosus Blandin, 1975 — Congo
- Maypacius gilloni Blandin, 1978 — Senegal
- Maypacius kaestneri Roewer, 1955 — Africa centrale e occidentale
- Maypacius petrunkevitchi Lessert, 1933 — Angola, Ruanda
- Maypacius roeweri Blandin, 1975 — Congo
- Maypacius stuhlmanni (Bösenberg & Lenz, 1895) — Tanzania, Zanzibar
- Maypacius vittiger Simon, 1898 — Madagascar

## Megadolomedes
Megadolomedes Davies & Raven, 1980
- Megadolomedes australianus (L. Koch, 1865) — Queensland, Nuovo Galles del Sud, Victoria (Australia), Tasmania

## Nilus
Nilus O. P.-Cambridge, 1876
- Nilus amazonicus Simon, 1898 — Brasile
- Nilus kochi Roewer, 1951 — Queensland
- Nilus lanceolatus Simon, 1898 — Vietnam
- Nilus marginatus (Simon, 1888) — Isole Andamane
- Nilus ornatus Berland, 1924 — Nuova Caledonia
- Nilus spadicarius (Simon, 1897) — India
- Nilus undatus (Thorell, 1877) — Celebes

## Nukuhiva
Nukuhiva Berland, 1935
- Nukuhiva adamsoni (Berland, 1933) — Isole Marchesi

## Papakula
Papakula Strand, 1911
- Papakula niveopunctata Strand, 1911 — Nuova Guinea

## Paracladycnis
Paracladycnis Blandin, 1979
- Paracladycnis vis Blandin, 1979 — Madagascar

## Perenethis
Perenethis L. Koch, 1878
- Perenethis dentifasciata (O. P.-Cambridge, 1885) — dal Pakistan all'India

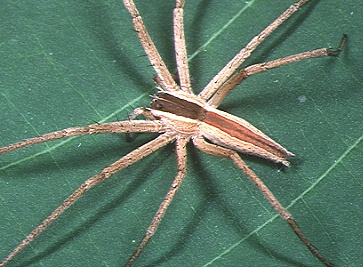
Perenethis venusta, femmina

- Perenethis fascigera (Bösenberg & Strand, 1906) — Cina, Corea, Giappone
- Perenethis kawangisa Barrion & Litsinger, 1995 — Filippine
- Perenethis simoni (Lessert, 1916) — Africa, Isole Comore
- Perenethis sindica (Simon, 1897) — India, Sri Lanka, Nepal, Cina, Filippine
- Perenethis symmetrica (Lawrence, 1927) — Africa
- Perenethis venusta L. Koch, 1878 — India, Thailandia, da Taiwan al Queensland

## Phalaeops
Phalaeops Roewer, 1955
- Phalaeops mossambicus Roewer, 1955 — Mozambico
- Phalaeops somalicus Roewer, 1955 — Somalia

## Pisaura
Pisaura Simon, 1885

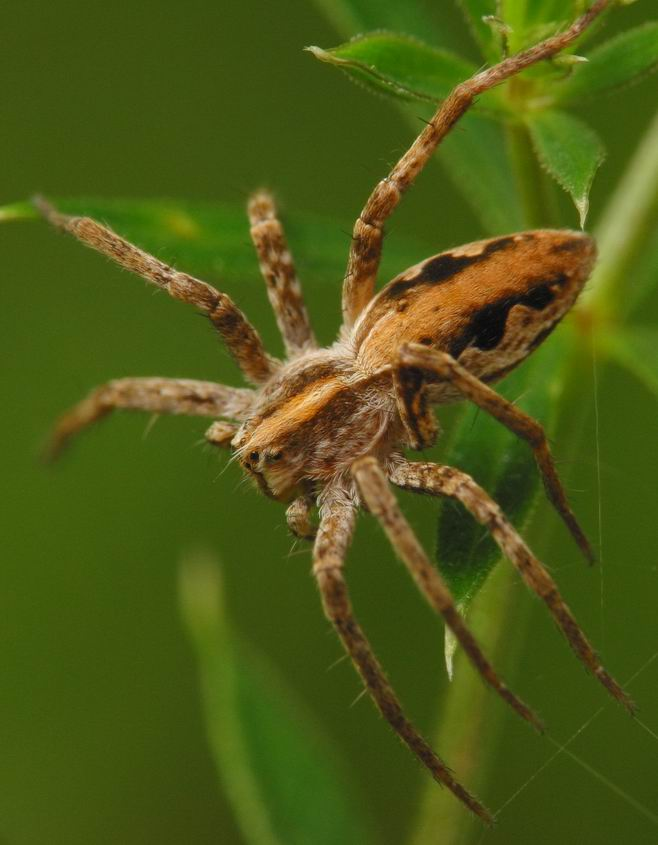
Pisaura mirabilis

- Pisaura acoreensis Wunderlich, 1992 — Isole Azzorre
- Pisaura anahitiformis Kishida, 1910 — Giappone
- Pisaura ancora Paik, 1969 — Russia, Cina, Corea
- Pisaura bicornis Zhang & Song, 1992 — Cina, Giappone
- Pisaura bobbiliensis Reddy & Patel, 1993 — India
- Pisaura consocia (O. P.-Cambridge, 1872) — Israel, Libano, Siria
- Pisaura decorata Patel & Reddy, 1990 — India
- Pisaura gitae Tikader, 1970 — India, Isole Andamane
- Pisaura lama Bösenberg & Strand, 1906 — Russia, Cina, Corea, Giappone

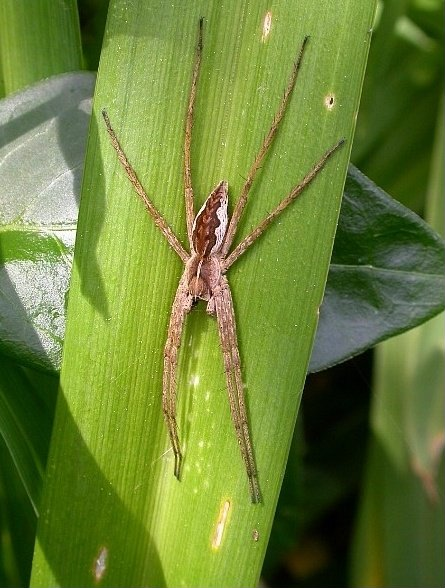
Pisaura mirabilis

- Pisaura mirabilis (Clerck, 1757) — Regione paleartica
- Pisaura novicia (L. Koch, 1878) — dal Mediterraneo alla Georgia
- Pisaura orientalis Kulczynski, 1913 — Mediterraneo
- Pisaura parangbusta Barrion & Litsinger, 1995 — Filippine
- Pisaura podilensis Patel & Reddy, 1990 — India
- Pisaura putiana Barrion & Litsinger, 1995 — Filippine
- Pisaura quadrilineata (Lucas, 1838) — Isole Canarie, Madeira
- Pisaura sublama Zhang, 2000 — Cina
- Pisaura swamii Patel, 1987 — India

## Pisaurina
Pisaurina Simon, 1898

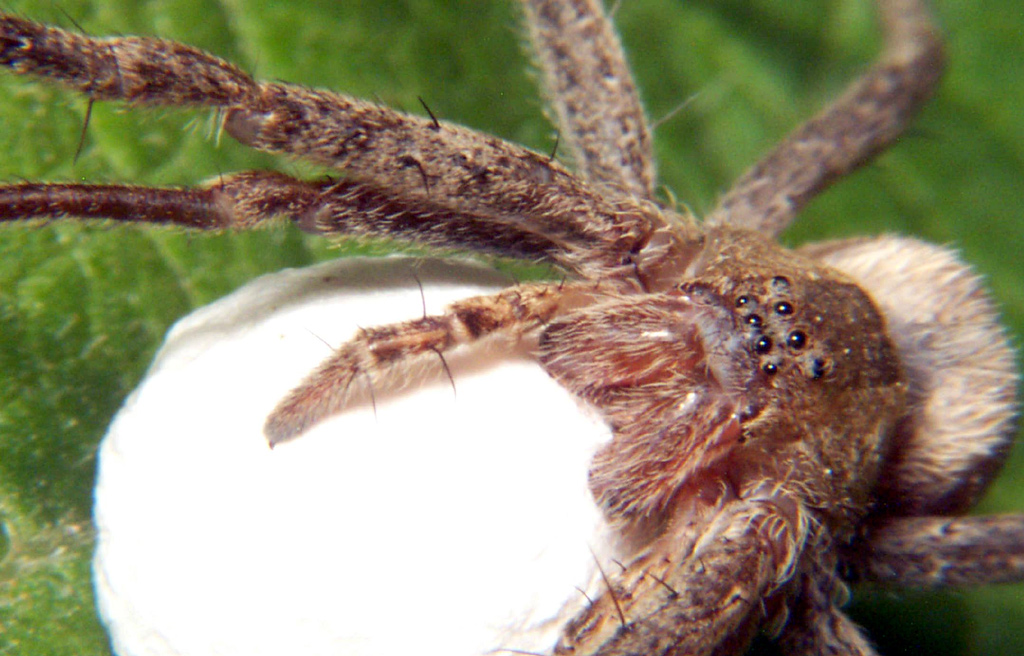
Pisaurina mira con sacco ovigero

- Pisaurina brevipes (Emerton, 1911) — USA, Canada
- Pisaurina dubia (Hentz, 1847) — USA
- Pisaurina mira (Walckenaer, 1837) — USA, Canada
- Pisaurina undulata (Keyserling, 1887) — USA, Cuba

## Polyboea
Polyboea Thorell, 1895
- Polyboea vulpina Thorell, 1895 — Myanmar, Thailandia, Malaysia, Singapore
- Polyboea zonaformis (Wang, 1993) — Cina, Laos

## Qianlingula
Qianlingula Zhang, Zhu & Song, 2004
- Qianlingula bilamellata Zhang, Zhu & Song, 2004 — Cina
- Qianlingula jiafu Zhang, Zhu & Song, 2004 — Cina
- Qianlingula turbinata Zhang, Zhu & Song, 2004 — Cina

## Ransonia
Ransonia Blandin, 1979
- Ransonia mahasoana Blandin, 1979 — Madagascar

## Rothus
Rothus Simon, 1898
- Rothus auratus Pocock, 1900 — Sudafrica
- Rothus purpurissatus Simon, 1898 — Africa, Israele
- Rothus vittatus Simon, 1898 — Sudafrica

## Stoliczka
Stoliczka O. P.-Cambridge, 1885
- Stoliczka affinis Caporiacco, 1935 — Karakorum
- Stoliczka insignis O. P.-Cambridge, 1885 — Yarkand (Cina)

## Tallonia
Tallonia Simon, 1889
- Tallonia picta Simon, 1889 — Madagascar

## Tapinothele
Tapinothele Simon, 1898
- Tapinothele astuta Simon, 1898 — Zanzibar

## Tapinothelella
Tapinothelella Strand, 1909
- Tapinothelella laboriosa Strand, 1909 — Sudafrica

## Tapinothelops
Tapinothelops Roewer, 1955
- Tapinothelops concolor (Caporiacco, 1947) — Africa orientale
- Tapinothelops vittipes (Caporiacco, 1941) — Etiopia

## Tetragonophthalma
Tetragonophthalma Karsch, 1878
- Tetragonophthalma taeniata (Mello-Leitão, 1943) — Argentina
- Tetragonophthalma vulpina (Simon, 1898) — Africa centrale e occidentale

## Thalassiopsis
Thalassiopsis Roewer, 1955
- Thalassiopsis vachoni Roewer, 1955 — Madagascar

## Thalassius
Thalassius Simon, 1885

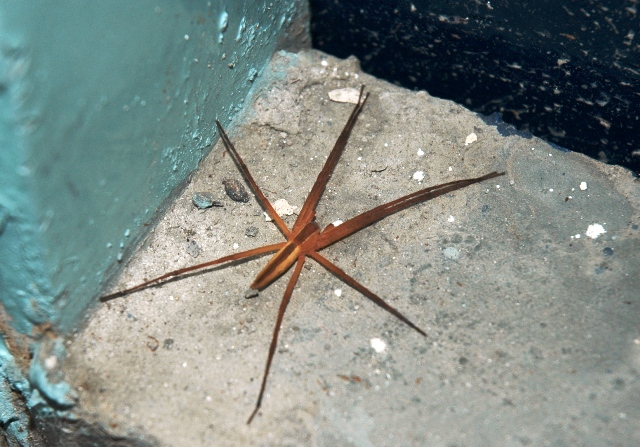
Thalassius albocinctus

- Thalassius albocinctus (Doleschall, 1859) — dall'India alle Filippine
- Thalassius esimoni Sierwald, 1984 — Madagascar
- Thalassius jayakari F. O. P.-Cambridge, 1898 — Mascate (penisola araba)
- Thalassius kolosvaryi Caporiacco, 1947 — Africa centrale, orientale e meridionale
- Thalassius leoninus Strand, 1916 — Madagascar
- Thalassius majungensis Strand, 1907 — Madagascar
- Thalassius margaritatus Pocock, 1898 — Africa centrale e meridionale
- Thalassius massajae (Pavesi, 1883) — Africa
- Thalassius paralbocinctus Zhang, Zhu & Song, 2004 — Cina, Laos
- Thalassius phipsoni F. O. P.-Cambridge, 1898 — dall'India alla Cina, Indonesia
- Thalassius pictus Simon, 1898 — Africa centrale e occidentale
- Thalassius pseudojuvenilis Sierwald, 1987 — Mozambico
- Thalassius radiatolineatus Strand, 1906 — Africa
- Thalassius rossi Pocock, 1902 — Africa centrale e meridionale
- Thalassius rubromaculatus Thorell, 1899 — Africa centrale e occidentale
- Thalassius spinosissimus (Karsch, 1879) — Africa

## Thaumasia
Thaumasia Perty, 1833
- Thaumasia abrahami Mello-Leitão, 1948 — Guyana
- Thaumasia annecta Bryant, 1948 — Hispaniola
- Thaumasia annulipes F. O. P.-Cambridge, 1903 — Brasile
- Thaumasia argenteonotata (Simon, 1898) — da Panama al Perù
- Thaumasia argentinensis Mello-Leitão, 1941 — Argentina
- Thaumasia argyrotypa Chamberlin & Ivie, 1936 — Panama
- Thaumasia argyrura Mello-Leitão, 1943 — Brasile
- Thaumasia benoisti Caporiacco, 1954 — Guiana francese
- Thaumasia brunnea Caporiacco, 1947 — Guyana
- Thaumasia decemguttata Mello-Leitão, 1945 — Argentina
- Thaumasia heterogyna Chamberlin & Ivie, 1936 — Panama
- Thaumasia marginella (C. L. Koch, 1847) — Porto Rico, Colombia, Brasile
- Thaumasia niceforoi Mello-Leitão, 1941 — Colombia
- Thaumasia rubrosignata (Mello-Leitão, 1943) — Brasile
- Thaumasia scoparia (Simon, 1888) — Venezuela
- Thaumasia senilis Perty, 1833 — Brasile
- Thaumasia strandi Caporiacco, 1947 — Guyana
- Thaumasia velox Simon, 1898 — dal Guatemala al Brasile

## Tinus
Tinus F. O. P.-Cambridge, 1901
- Tinus arindamai Biswas & Roy, 2005 — India
- Tinus chandrakantii Reddy & Patel, 1993 — India
- Tinus connexus (Bryant, 1940) — Cuba, Hispaniola
- Tinus minutus F. O. P.-Cambridge, 1901 — dal Messico a El Salvador
- Tinus nigrinus F. O. P.-Cambridge, 1901 — dal Messico alla Costa Rica
- Tinus oaxaca Carico, 2008 — Messico
- Tinus palictlus Carico, 1976 — Messico
- Tinus peregrinus (Bishop, 1924) — USA, Messico
- Tinus prusius Carico, 1976 — Messico
- Tinus sikkimus Tikader, 1970 — India, Isole Andamane
- Tinus tibialis F. O. P.-Cambridge, 1901 — Messico
- Tinus ursus Carico, 1976 — Costa Rica, Panama

## Tolma
Tolma Jocqué, 1994
- Tolma toreuta Jocqué, 1994 — Madagascar

## Voraptipus
Voraptipus Roewer, 1955
- Voraptipus agilis Roewer, 1955 — Mozambico

## Vuattouxia
Vuattouxia Blandin, 1979
- Vuattouxia kouassikonani Blandin, 1979 — Costa d'Avorio

## Walrencea
Walrencea Blandin, 1979
- Walrencea globosa Blandin, 1979 — Sudafrica